# Rockdale City
Koordinaten: 33° 57′ S, 151° 8′ O

Rockdale City war ein lokales Verwaltungsgebiet (LGA) im australischen Bundesstaat New South Wales. Rockdale gehörte zur Metropole Sydney, der Hauptstadt von New South Wales. Das Gebiet war 28,2 km² groß und hatte 2016 etwa 109.000 Einwohner. Am 9. September 2016 schloss sich die LGA mit Botany Bay City zur neuen Verwaltungseinheit Bayside Council zusammen.
Rockdale lag am Westrand der Botany Bay etwa 9 bis 16 km südwestlich des Stadtzentrums von Sydney. Das Gebiet beinhaltete 31 Stadtteile: Arncliffe, Arncliffe West, Banksia, Bardwell Park, Bardwell Valley, Bexley, Bexley South, Bexley West, Brighton, Brighton Le Sands, Brighton North, Dolls Point, Kogarah West, Kyeemagh, Monterey, Ramsgate Beach, Rockdale, sandringham, Sydney International Airport, Turrella, Wolli Creek und Teile von Allawah, Beverly Hills, Bexley North, Carlton, Hurstville, Kingsgrove, Kogarah, Kogarah South, Ramsgate und Sans Souci. Der Verwaltungssitz des Councils befand sich im Stadtteil Rockdale im Zentrum der LGA.

## Verwaltung
Der Rockdale City Council hatte 15 Mitglieder, die von den Bewohnern von fünf Wards gewählt werden (je drei aus First, Second, Third, Fourth und Fifth Ward). Diese fünf Bezirke waren unabhängig von den Ortschaften festgelegt. Aus dem Kreis der Councillor rekrutierte sich auch der Mayor (Bürgermeister) des Councils.